# 雷溪镇
雷溪乡，是中华人民共和国江西省鹰潭市贵溪市下辖的一个乡镇级行政单位。

## 行政区划
雷溪乡下辖以下地区：
鲶桥村、罗塘村、雷溪村、重文村、富港村、张桥村、南山村、八甲村和端港村。